# Třída Paulding
Třída Paulding byla třída torpédoborců námořnictva Spojených států amerických. Celkem bylo postaveno 21 jednotek této třídy. Ta se dále dělí na podtřídy Paulding (10 ks) a Monaghan (11 ks). Torpédoborce byly nasazeny za první světové války, ve 20. letech jich bylo 13 zapůjčeno americké pobřežní stráži a ve 30. letech byly vyřazeny a sešrotovány.

## Stavba
Stavba torpédoborců třídy Paulding byla financována ve fiskálních letech 1909–1911 (10+5+6 ks). Rozměry a výzbrojí navazovaly na předchozí třídu Smith, jednoduché torpédomety ale nahradily dvojité a silnější pohon už nespaloval uhlí, ale naftu. V letech 1908–1912 bylo postaveno celkem 21 torpédoborců této třídy. Na stavbě se podílely loděnice Bath Iron Works v Bathu, Newport News Shipbuilding, Fore River Shipyard v Quincy, New York Shipbuilding Corporation v Camdenu a William Cramp & Sons ve Filadelfii.
Jednotky třídy Paulding:
| Jméno                  | Loděnice        | Podtřída | Založení kýlu | Spuštěna          | Vstup do služby | Osud                                                                     |
| ---------------------- | --------------- | -------- | ------------- | ----------------- | --------------- | ------------------------------------------------------------------------ |
| USS Paulding (DD-22)   | Bath Iron Works | Paulding | červenec 1909 | 12. dubna 1910    | září 1910       | Roku 1924 převeden k pobřežní stráži (CG-17), 1930 vrácen, 1934 vyřazen. |
| USS Drayton (DD-23)    | Bath Iron Works | Paulding | srpen 1908    | 22. srpna 1909    | říjen 1910      | Vyřazen 1935.                                                            |
| USS Roe (DD-24)        | Newport News    | Paulding | leden 1909    | 24. července 1909 | září 1910       | Roku 1924 převeden k pobřežní stráži (CG-18), 1930 vrácen, 1934 vyřazen. |
| USS Terry (DD-25)      | Newport News    | Paulding | únor 1909     | 21. srpna 1909    | říjen 1910      | Roku 1924 převeden k pobřežní stráži (CG-19), 1930 vrácen, 1934 vyřazen. |
| USS Perkins (DD-26)    | Fore River      | Paulding | březen 1909   | 9. července 1910  | listopad 1910   | Vyřazen 1935.                                                            |
| USS Sterett (DD-27)    | Fore River      | Paulding | březen 1909   | 12. května 1910   | prosinec 1910   | Vyřazen 1935.                                                            |
| USS McCall (DD-28)     | New York SB     | Paulding | červen 1909   | 4. června 1910    | leden 1911      | Roku 1924 převeden k pobřežní stráži (CG-14), 1930 vrácen, 1934 vyřazen. |
| USS Burrows (DD-29)    | New York SB     | Paulding | červen 1909   | 23. června 1910   | únor 1911       | Roku 1924 převeden k pobřežní stráži (CG-10), 1931 vrácen, 1934 vyřazen. |
| USS Warrington (DD-30) | Cramp           | Paulding | červen 1909   | 18. června 1910   | březen 1911     | Vyřazen 1935.                                                            |
| USS Mayrant (DD-31)    | Cramp           | Paulding | duben 1909    | 23. dubna 1910    | červenec 1911   | Vyřazen 1935.                                                            |
| USS Monaghan (DD-32)   | Newport News    | Monaghan | červen 1910   | 18. února 1911    | červenec 1911   | Roku 1924 převeden k pobřežní stráži (CG-15), 1931 vrácen, 1934 vyřazen. |
| USS Trippe (DD-33)     | Bath Iron Works | Monaghan | duben 1910    | 20. prosince 1910 | březen 1911     | Roku 1924 převeden k pobřežní stráži (CG-20), 1931 vrácen, 1934 vyřazen. |
| USS Walke (DD-34)      | Fore River      | Monaghan | březen 1910   | 3. listopadu 1910 | červen 1911     | Vyřazen 1935.                                                            |
| USS Ammen (DD-35)      | New York SB     | Monaghan | březen 1910   | 30. září 1910     | květen 1911     | Roku 1924 převeden k pobřežní stráži (CG-8), 1931 vrácen, 1934 vyřazen.  |
| USS Patterson (DD-36)  | Cramp           | Monaghan | duben 1910    | 29. dubna 1911    | říjen 1911      | Roku 1924 převeden k pobřežní stráži (CG-16), 1930 vrácen, 1934 vyřazen. |
| USS Fanning (DD-37)    | Newport News    | Monaghan | duben 1911    | 11. ledna 1912    | červen 1912     | Roku 1924 převeden k pobřežní stráži (CG-11), 1930 vrácen, 1934 vyřazen. |
| USS Jarvis (DD-38)     | New York SB     | Monaghan | červenec 1911 | 4. dubna 1912     | říjen 1912      | Vyřazen 1935.                                                            |
| USS Henley (DD-39)     | Fore River      | Monaghan | červenec 1911 | 3, dubna 1912     | prosinec 1912   | Roku 1924 převeden k pobřežní stráži (CG-12), 1931 vrácen, 1934 vyřazen. |
| USS Beale (DD-40)      | Cramp           | Monaghan | květen 1911   | 30. srpna 1912    | srpen 1912      | Roku 1924 převeden k pobřežní stráži (CG-9), 1930 vrácen, 1934 vyřazen.  |
| USS Jouett (DD-41)     | Bath Iron Works | Monaghan | březen 1911   | 15. dubna 1912    | květen 1912     | Roku 1924 převeden k pobřežní stráži (CG-13), 1931 vrácen, 1934 vyřazen. |
| USS Jenkins (DD-42)    | Bath Iron Works | Monaghan | březen 1911   | 29. dubna 1912    | červen 1912     | Vyřazen 1935.                                                            |

## Konstrukce

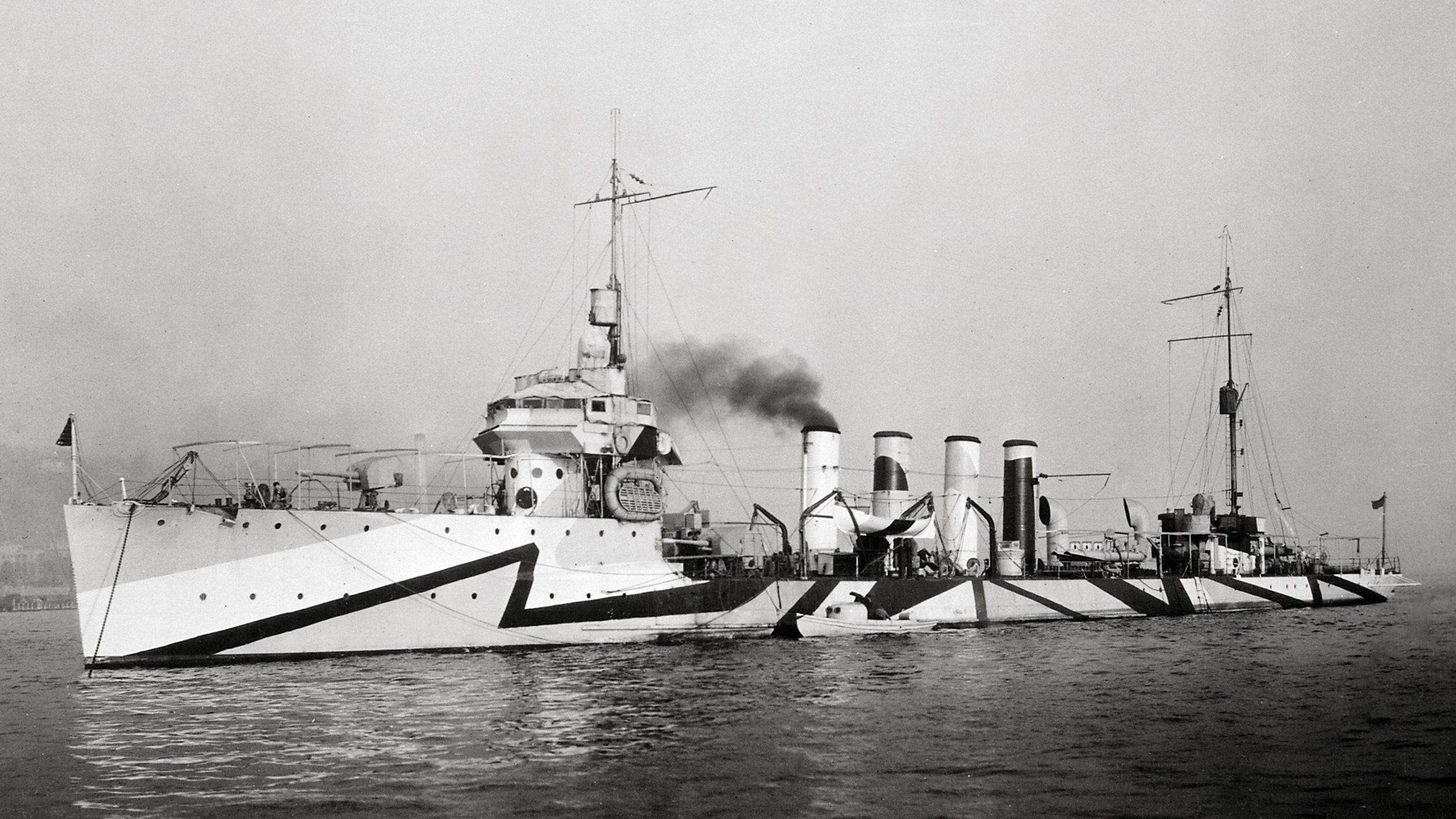
USS Henley (DD-39)

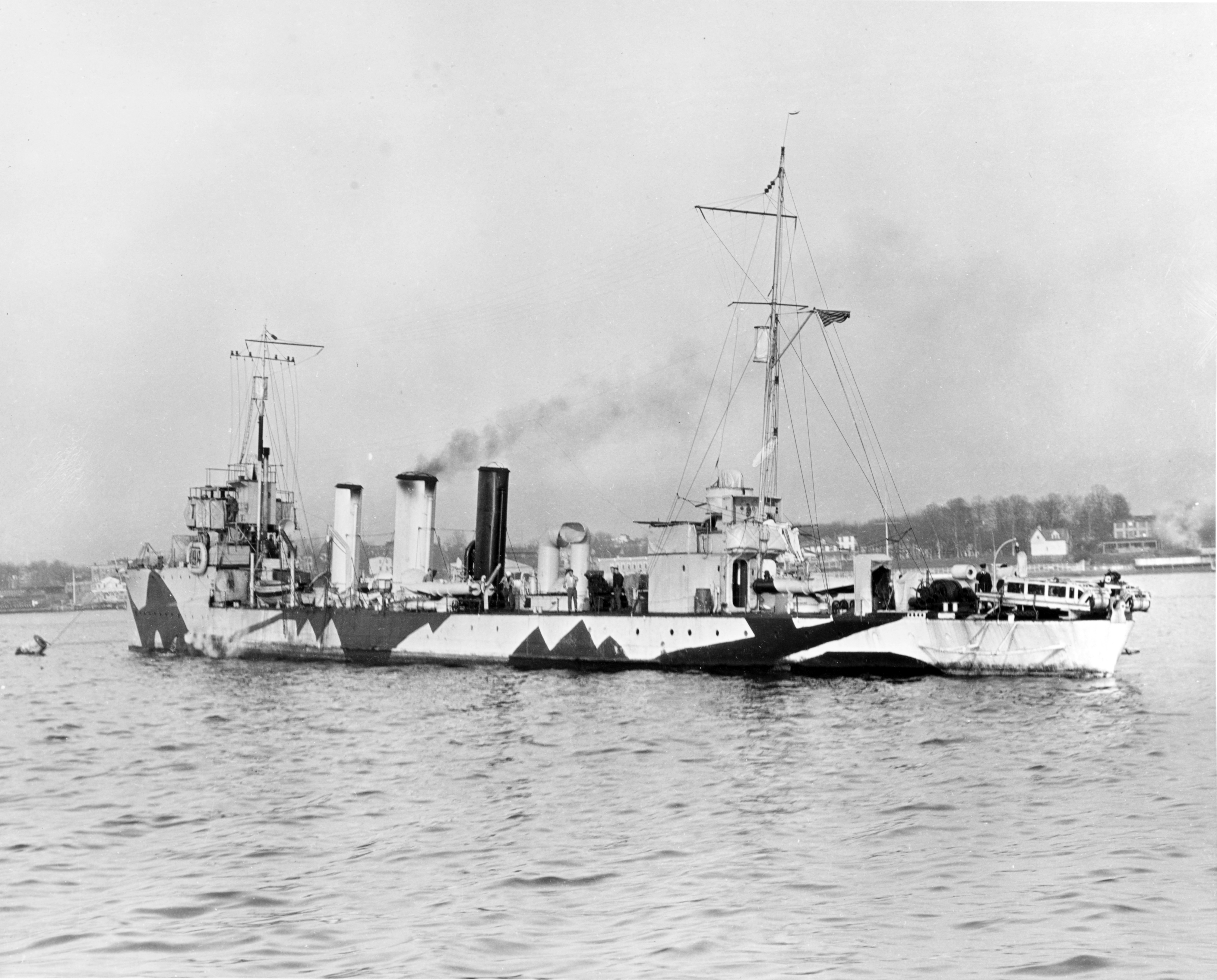
USS Henley (DD-26)

Torpédoborce byly vyzbrojeny pěti 76mm kanóny Mk.III/V/VI v jednohlavňových postaveních (pouze Beale nesl čtyi) a třemi dvojitými 450mm torpédomety. Za války výzbroj posílil jeden vrhač (Y-gun) a dvě skluzavky hlubinných pum. Pohonný systém a výkony plavidel z různých loděnic se lišily. Pohonný systém tvořily parní turbíny a čtyři kotle, pohánějící dva až tři lodní šrouby. Výkon pohonného systému byl 10 000–12 000 hp. Nejvyšší rychlost dosahovala 28–29,5 uzlu. Dosah byl 1864–3343 námořních mil při rychlosti 15 uzlů.

## Služba
Všech 21 torpédoborců bylo ve službě za první světové války. Žádný nebyl ztracen. Roku 1924 jich bylo 13 zapůjčeno americké pobřežní stráži, aby se podílely na prosazování prohibice. Vráceny byly v letech 1930–1931. V letech 1934–1935 byly vyřazeny a sešrotovány.